# Zach Veach
Stewart Trickle (Escocia, 9 de dezembro de 1994) é um automobilista norte-americano.
Iniciou sua carreira pilotando karts, após ser descoberto por Dave Fisher, pai da ex-pilota Sarah Fisher. Em 2010, aos 15 anos, profissionalizou-se ao correr na U.S. F2000 pela Andretti Autosport. Em 10 corridas, obteve 3 pódios e conquistou o quinto lugar no campeonato. Melhorou seu desempenho na temporada seguinte, ao conquistar 5 pódios - com uma vitória, em Sebring - e o quarto lugar na classificão geral
Em 2012, foi promovido para a Star Mazda. Em seu único ano na segunda categoria de acesso à IndyCar, obteve o décimo lugar, com apenas um pódio conquistado.

## Indy Lights
Veach disputou a Indy Lights entre 2013 e 2015, com relativo sucesso - das 3 temporadas, 2 foram pela Andretti Autosport e uma, pela equipe Belardi Auto Racing. Em 44 provas, foram 6 vitórias conquistadas.

## Indy
Em abril de 2014, a tradicional equipe Foyt anunciou a contratação de Veach para as 500 Milhas de Indianápolis. A estreia, no entanto, foi antecipada em decorrência do afastamento de J. R. Hildebrand, que havia lesionado a mão num acidente na etapa de Long Beach. Com isso, Ed Carpenter, piloto e dono da equipe homônima, escalou o representante de Ohio para correr na etapa de Barber. Nela, Veach terminou a corrida em 19º lugar, marcando 11 pontos.
Sua participação em Indianápolis, agora como piloto da equipe do tetracampeão da prova A. J. Foyt, terminou com um acidente com o inglês Jack Harvey, da Andretti-Shank. Classificado em 26º lugar, Veach obteve 12 pontos.